# Grönskåra
Grönskåra är en småort i Fagerhults socken i Högsby kommun, belägen vid Badebodaån, omkring 20 kilometer sydväst om Högsby. I Grönskåra korsas länsvägarna 125 och H 655 (gamla riksväg 23).  

## Historia
Mellan 1913 och 1963 var Grönskåra station på järnvägen mellan Mönsterås och Fagerhult (Mönsterås Järnväg).

### Befolkningsutveckling
| Befolkningsutvecklingen i Grönskåra 1960–2015 | Befolkningsutvecklingen i Grönskåra 1960–2015 | Befolkningsutvecklingen i Grönskåra 1960–2015 | Befolkningsutvecklingen i Grönskåra 1960–2015 | Befolkningsutvecklingen i Grönskåra 1960–2015 |
| --------------------------------------------- | --------------------------------------------- | --------------------------------------------- | --------------------------------------------- | --------------------------------------------- |
|                                               |                                               |                                               |                                               |                                               |
| År                                            |                                               |                                               | Folkmängd                                     | Areal (ha)                                    |
| 1960                                          | 1960                                          |                                               | 334                                           |                                               |
| 1965                                          | 1965                                          |                                               | 270                                           |                                               |
| 1970                                          | 1970                                          |                                               | 230                                           |                                               |
| 1975                                          | 1975                                          |                                               | 211                                           |                                               |
| 1980                                          | 1980                                          |                                               | 220                                           |                                               |
| 1990                                          | 1990                                          |                                               | 169                                           | 27#                                           |
| 1995                                          | 1995                                          |                                               | 154                                           | 28#                                           |
| 2000                                          | 2000                                          |                                               | 122                                           | 29#                                           |
| 2005                                          | 2005                                          |                                               | 113                                           | 29#                                           |
| 2010                                          | 2010                                          |                                               | 95                                            | 29#                                           |
| 2015                                          | 2015                                          |                                               | 98                                            | 43#                                           |
| Anm.: Upphörde som tätort 1990. # Som småort. |                                               |                                               |                                               |                                               |